# Microrregión de Guanhães
La microrregión de Guanhães es una de las microrregiones del estado brasileño de Minas Gerais perteneciente a la mesorregión Valle del Río Doce. Su población fue estimada en 2006 por el IBGE en 127.945 habitantes y está dividida en quince municipios. Posee un área total de 5.781,503 km².

## Municipios
- Braúnas
- Carmésia
- Coluna
- Divinolândia de Minas
- Dores de Guanhães
- Gonzaga
- Guanhães
- Materlândia
- Paulistas
- Sabinópolis
- Santa Efigênia de Minas
- São João Evangelista
- Sardoá
- Señora del Puerto
- Virginópolis

- Datos: Q586872
- Multimedia: Guanhães / Q586872